# Rimmel
Rimmel (også kendt som Rimmel London) er et britisk kosmetikfirma, som er ejet af Coty, Inc.. Rimmel er bedst kendt for sine mascara, da deres grundlægger Eugéne Rimmel var en af de første til at opfinde den moderne mascara, og derfor er ordet for mascara på mange sprog Mascara.
Eugène Rimmel startede originalt Rimmel som et parfumeri i 1834. Inden for et år efter åbningen, havde Eugène Rimmel skabt en række make-upprodukter, så som pomader og mundskyllemidler. Rimmel har siden hen udviklet sig til et af de største mærker indenfor kosmetik.
Rimmels motto er Get the London Look